# جيم أوبراين (لاعب كرة سلة مواليد 1952)
جيم أوبراين (بالإنجليزية: Jim O'Brien)‏ مواليد 11 فبراير 1952 في فيلادلفيا، هو لاعب كرة سلة أمريكي سابق أصبح مدرباً مساعدا وهو مدرب مساعد لفريق فيلادلفيا سفنتي سيكسرز في الرابطة الوطنية لكرة السلة. درب سابقا نيويورك نيكس وبوسطن سيلتكس.

## روابط خارجية
- جيم أوبراين على موقع كلية كرة السلة في سبورتس رفرنس.كوم (الإنجليزية)
- جيم أوبراين على موقع سبورتس رفرنس (الإنجليزية)
- جيم أوبراين على موقع كلية كرة السلة في سبورتس رفرنس.كوم (الإنجليزية)